# Jorge Elgueta
Jorge Alberto Elgueta (San Juan, 21 november 1969)  is een voormalig volleyballer uit Argentinië. Hij nam tweemaal deel aan de Olympische Spelen (1996 en 2004) en eindigde met de nationale ploeg op respectievelijk de achtste en de (gedeelde) vijfde plaats in de eindrangschikking. Onder leiding van bondscoach Daniel Castellani won Elgueta in 1995 de gouden medaille met de nationale selectie bij de Pan-Amerikaanse Spelen in Mar del Plata. 